# الکساندر فالگوایر
الکساندر فالگوایر (انگلیسی: Alexandre Falguière; ۷ سپتامبر ۱۸۳۱ – ۱۹ آوریل ۱۹۰۰) مجسمه‌ساز، و نقاش اهل فرانسه بود.
وی همچنین برندهٔ جوایزی همچون لژیون دونور (افسر) و جایزه بزرگ رم شده است.